# RKVV Wilhelmina in het seizoen 1965/66
Het seizoen 1965/1966 was het 11e jaar in het bestaan van de Bossche betaaldvoetbalclub Wilhelmina. De club kwam uit in de Tweede divisie B en eindigde daarin op de 14e plaats. Tevens deed de club mee aan het toernooi om de KNVB beker, hierin werd de club in de groepsfase uitgeschakeld al uitgeschakeld.

## Wedstrijdstatistieken

### Tweede divisie B
|       | Baronie | FC Den Bosch/BVV | D.F.C. | EDO   | Excelsior | Fortuna | Haarlem | Helmondia '55 | Hermes DVS | Limburgia | NOAD  | RCH   | Roda JC | SVV   |
| ----- | ------- | ---------------- | ------ | ----- | --------- | ------- | ------- | ------------- | ---------- | --------- | ----- | ----- | ------- | ----- |
| Thuis | 1 – 4   | 1 – 1            | 4 – 4  | 2 – 2 | 2 – 2     | 2 – 1   | 2 – 3   | 4 – 2         | 1 – 4      | 1 – 1     | 4 – 1 | 1 – 1 | 1 – 2   | 2 – 5 |
| Uit   | 2 – 0   | 2 – 0            | 0 – 0  | 0 – 0 | 0 – 2     | 1 – 1   | 3 – 1   | 3 – 2         | 2 – 0      | 3 – 1     | 2 – 2 | 2 – 2 | 6 – 1   | 3 – 2 |

### KNVB beker
| Groepsfase                                              | Fortuna '54                               | 2 – 0 (0 – 0) | Wilhelmina                          |
| 19 september 1965 Plaats: Geleen Mauritsstadion         | Jean Munsters 56' (pen.) Chris Coenen 62' |               |                                     |
| Groepsfase                                              | Wilhelmina                                | 2 – 3 (0 – 1) | FC Den Bosch/BVV                    |
| 7 november 1965 Plaats: 's-Hertogenbosch De Wolfsdonken | Nico Gloudemans 65' Bert Harmse 88'       |               | 24', –' Theo Borsten Karel Paulides |
| Groepsfase                                              | VVV                                       | 1 – 1 (0 – 0) | Wilhelmina                          |
| 2 januari 1966 Plaats: Venlo De Kraal                   | Frans Derix 76'                           |               | 80' Wim van den Heuvel              |

## Statistieken Wilhelmina 1965/1966

### Eindstand Wilhelmina in de Nederlandse Tweede divisie B 1965 / 1966
| Stand | Gespeeld | Gewonnen | Gelijk | Verloren | Punten | Doelpunten voor | Doelpunten tegen |
| ----- | -------- | -------- | ------ | -------- | ------ | --------------- | ---------------- |
| 14e   | 28       | 4        | 11     | 13       | 19     | 42              | 62               |

### Topscorers
| #      | Naam               | Goal |
| ------ | ------------------ | ---- |
| 1.     | Bert Harmse        | 11   |
| 2.     | Wim van den Heuvel | 7    |
| 3.     | Nico Gloudemans    | 6    |
| 4.     | Jan Burg           | 5    |
| 5.     | Frans Burg         | 4    |
| 6.     | Jan Boor           | 2    |
| 6.     | Gábor Keresztes    | 2    |
| 8.     | Jan van Esch       | 1    |
| 8.     | Jo Konings         | 1    |
| 8.     | Enrico van Rooij   | 1    |
| 8.     | Henk van Rooij     | 1    |
| 8.     | Ton de Wit         | 1    |
| Totaal | Totaal             | 42   |

| #      | Naam               | Goal |
| ------ | ------------------ | ---- |
| 1.     | Bert Harmse        | 1    |
| 1.     | Wim van den Heuvel | 1    |
| 1.     | Nico Gloudemans    | 1    |
| Totaal | Totaal             | 3    |